# The 7 Adventures of Sinbad
Pour plus de détails, voir Fiche technique et Distribution.
The 7 Adventures of Sinbad (en français : Les 7 Aventures de Sinbad ; titre original : The 7 Voyages of Sinbad) est un film américain réalisé par Adam Silver et Ben Hayflick, sorti en 2010. En tant que mockbuster distribué par The Asylum, il tente de capitaliser sur le succès des films Prince of Persia : Les Sables du Temps et Le Choc des Titans.

## Synopsis
Adrian Sinbad est un millionnaire, propriétaire d’une compagnie pétrolière. Il et est issu d’une longue lignée de descendants de grands marins. Il s’envole vers l’océan Indien, accompagné d’un petit groupe de personnes, après avoir appris que des pirates somaliens ont pris le contrôle de sa plate-forme pétrolière dans cette région, et qu’elle a coulé. L’hélicoptère est pris au piège dans un orage. Sinbad refuse de faire demi-tour, ignorant les supplications de son pilote. L’hélicoptère s’écrase dans la mer et s’échoue à terre. Sinbad doit combattre un crabe géant. Il retrouve sur l’île deux survivants de son équipage, Gemma et Whitaker, ainsi que Mehrak, le chef des pirates somaliens, Atash, le capitaine du pétrolier, et un membre de son équipage. Sinbad rencontre également Loa, une guerrière vivant sur l’île. Loa dit à Sinbad qu’il doit remplir une promesse oubliée depuis longtemps et devenir un guerrier pour sauver le monde de la catastrophe d’Elmec Ishu, une force surnaturelle qui est irritée par la marée noire causée par le naufrage de la plate-forme de Sinbad.
L’île subit soudainement un violent tremblement de terre, et le groupe plonge alors dans la mer. L’île est en fait le dos d’une créature marine énorme, mais inoffensive. Les naufragés sont attaqués par un troupeau de grands reptiles volants (appelés Rocs dans le film), qui les ramènent à leur nid pour en nourrir leurs petits. Pendant ce temps, Simon, le Président-directeur général de la société de Sinbad, prend la relève alors que Sinbad est porté disparu.
Le groupe parvient à combattre un Roc et à fuir leur nid, mais le membre d’équipage est dévoré par un jeune Roc. Ils s’enfuient dans une grotte, qui abrite un cyclope armé d’une massue. Whitaker vérifie l’intérieur de la grotte, mais est finalement tué et peut-être mangé par le Cyclope. Sinbad aveugle le Cyclope et plus tard le fait trébucher et l’empale sur une stalagmite. Quand la nuit tombe, les hommes sont séduits et hypnotisés par des sirènes, et doivent être mangés par elles. Loa et Gemma se préparent à tuer les sirènes quand il fait plus sombre, afin qu’elles puissent éviter d’être hypnotisées en les regardant dans les yeux. Mais malheureusement, Gemma est hypnotisée par une sirène et dévorée. Loa tue toutes les sirènes alors qu’elles se préparent à dévorer les hommes, et Sinbad achève leur reine. Plus tard, Sinbad et ses compagnons pénètrent dans un petit village, appelé « Utopia », où tous ceux qui sont bloqués sur l’île se rejoignent. Loa réalise que son père est le chef de l’Utopie. Sinbad, Mehrak et Atash sont forcés de se battre. Atash est abattu par un villageois après que Mehrak ait refusé de le tuer.
Sinbad essaie de convaincre les gens qu’il connaît de trouver un moyen de s’échapper, mais l’un d’eux dit qu’il ment. Loa tue l’homme et une bagarre se déclenche entre ceux qui veulent rejoindre Sinbad et ceux qui veulent rester à « Utopia ». Mehrak est blessé et se bat vaillamment mais est tué en voyant son père se blesser, tout en essayant de distraire leurs adversaires pendant que Sinbad et Loa s’échappent. Sinbad sait qu’il doit récupérer des cristaux d’un autre monde dans une montagne, afin de s’échapper de l’île. Il récupère le cristal et tue un démon résidant dans la montagne avec des explosifs. Sinbad et Loa apprennent que le cristal produit de la vapeur d'eau lorsqu’il est en contact avec l’eau. Ils trouvent une vieille montgolfière et utilisent le cristal pour faire décoller le ballon, puis ils rencontrent un navire et appellent à l’aide. Loa est portée disparue mais l’équipage du navire parvient à la retrouver. Sinbad et Loa retournent dans sa compagnie pétrolière. Ils utilisent son mini-sous-marin pour se diriger vers la mer afin de faire remonter la plate-forme pétrolière à la surface, tandis qu’Elmec Ishu déchaîne sa colère sur la ville en invoquant des jets d’eau mortels. Simon est tué après avoir tenté de saboter la mission de Sinbad. Le sous-marin est confronté à un calmar géant, mais il ne les attaque pas. La plate-forme pétrolière est renflouée avec succès. Elmec Ishu arrête son saccage et apparaît. Il ordonne au calmar de mettre le sous-marin en sécurité .

## Distribution
- Patrick Muldoon : Adrian Sinbad
- Sarah Desage : Loa
- Bo Svenson : Simon Magnusson
- Kelly O'Leary : Gemma Hargrove
- Berne Velasquez : Mehrak
- Dylan Jones : Joseph Atash
- Peter Greathouse : Whitaker
- Clifford Garbutt : Abdi le consul
- Dax : Maxamillion
- Gautam Sabnani : Lincoln
- Horacio Louis Guerrero : Andrews
- Rhondeen Pitts : Mei
- Oliver Mason : Alex Degraves
- Victoria Jefferies : la reine des sirènes
- Mark Lopez : le matelot